# Hajdúnánás

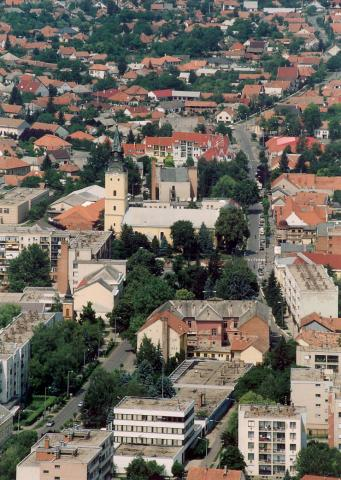
Hajdúnánás

Hajdúnánás är en mindre stad i östra Ungern med 16 644 invånare (2019).